# Fetsund Lenser

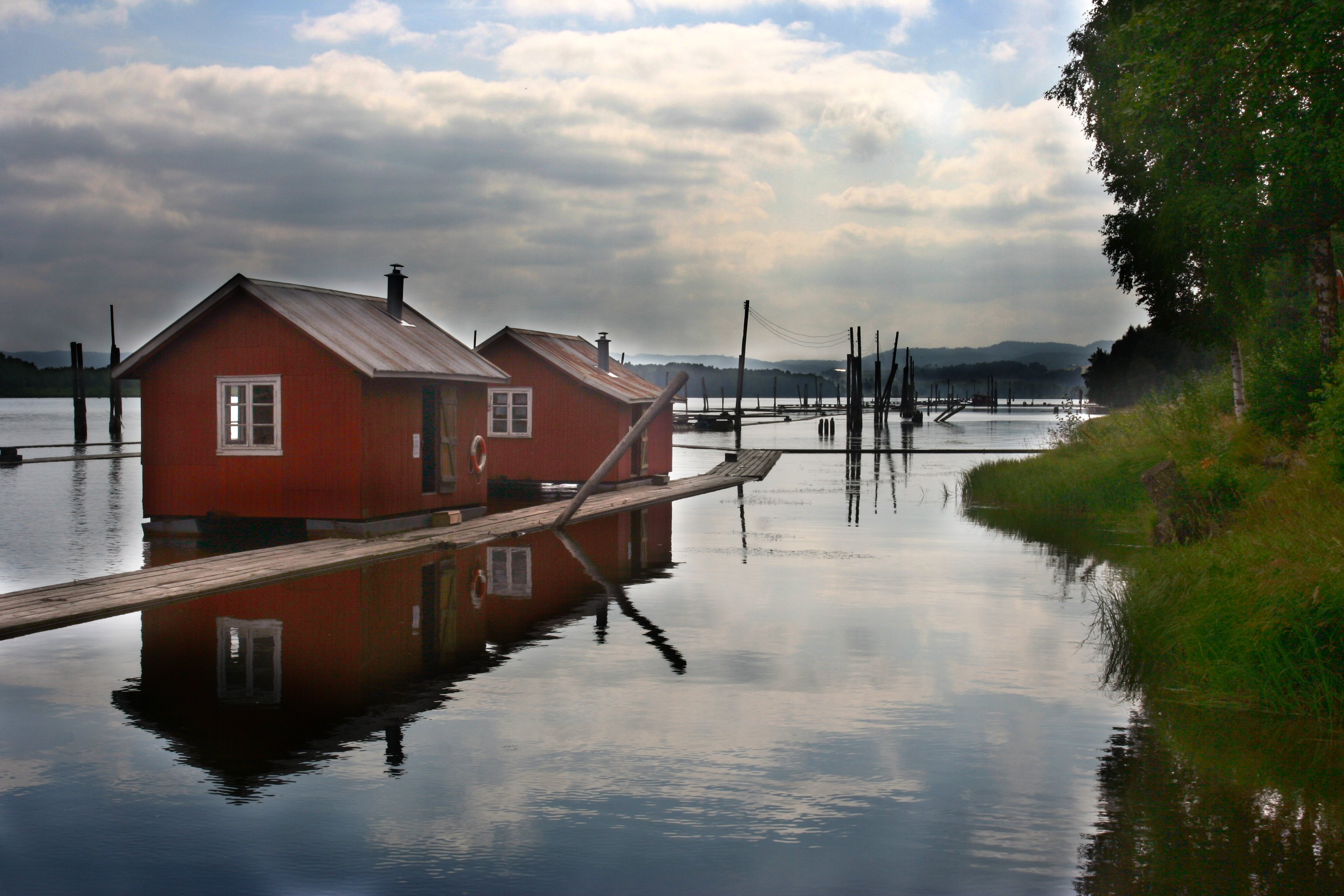
Das Gestör-Museum in Fetsund ist ein Kulturdenkmal an der Mündung des Flusses Glomma in den See Øyeren.

Die Fetsund Lenser sind ein norwegisches Kulturdenkmal, ein Flößereimuseum und ein Feuchtgebietszentrum an der Mündung des Flusses Glomma in den See Øyeren in Fetsund im Fylke Akershus, Norwegen. Die Fetsund Lenser wurden 1861 als Holzsortieranlage errichtet und waren bis 1985 in Betrieb, als der Holzeinschlag an der Glomma eingestellt wurde. Heute ist die Anlage Teil des Akershus-Museums.
Das Tusenårssted der Gemeinde Fetsund befindet sich neben dem Vinkelen-Gebäude an der Anlage. Es ist ein Hochwassermarker in Form eines etwa 7 m hohen Steins mit Markierungen, die die höchsten Hochwasserstände der Glomma dokumentieren.

## Geschichte
Die Flößerei auf der Glomma begann um 1300 und nahm deutlich zu, als im 16. Jahrhundert die Gattersägen eingeführt wurden. Zu Beginn wurde das Schwemmholz in der Glomma bei den Bingener Gestören in Sørumsand zusammengebunden. Von dort aus wurden die Holzflöße mit Booten zu den vielen Sägewerken entlang des Sees und in Lillestrøm gezogen. Als 1861 die Eisenbahnbrücke in Fetsund gebaut wurde, wurden die Bingener Gestöre nach Fetsund verlegt. In Bingen wurden Fangmasten aufgestellt, die das Holz je nach Bedarf in Fetsund abgeben konnten.
Heute sind die Fetsund Lenser als Norwegens einzige noch erhaltene Holztriftanlage geschützt. Man geht davon aus, dass die Fetsunder Gestöre die einzige erhaltene Holztriftanlage ihrer Art auf der Welt sind. Sie sind ein herausragendes Kulturerbe und ein lebendiges Museum, mit Werkstätten für traditionelles Handwerk, Cafés und Museumsläden. Die Fetsund Lenser befinden sich in einem attraktiven Naturgebiet am Eingang zu Nordeuropas größtem Binnendelta. In der Gegend gibt es auch einen Naturlehrpfad mit kulturellen Highlights.